# MiniMini Kołysanki 2
Mini Mini Kołysanki 2 to kolejna część składanek z piosenkami dla dzieci, wydawana we współpracy z telewizyjnym kanałem tematycznym dla najmłodszych – MiniMini w 2007 roku.
Album uzyskał status złotej płyty.

## Lista utworów
1. „W sukieneczkach z pajęczynki”
2. „Idzie niebo ciemną nocką”
3. „Zachodźże słoneczko”
4. „Bocian”
5. „Mała myszka”
6. „Chodził Senek i Drzemota”
7. „Żabka Małgosia”
8. „Mała Kasia zapłakana”
9. „Zasypianki”
10. „Bajeczki śpią”
11. „Dawno już ucichł”
12. „Bajki śnią”